# 捷運士林站TOD大樓
捷運士林站TOD大樓，未來台北捷運環狀線士林站共構大樓，是位於臺北市士林區士林站，大眾運輸導向型發展（Transit-oriented development，簡稱TOD）概念開發首座「捷運士林站共構大樓」，士林捷運站TOD開發案由總行營造興業公司、華國大飯店共同得標，斥資新台幣18億元打造打造地上20層、地下4層大樓，該大樓與士林捷運站之間設有連接通道，不須繞道即可直接進出。建物中將有地下停車場、購物商場、多功能辦公會議廳、飯店等設施，是棟多功能的大樓，樓地板面積約1萬多坪，預計2026年完工。

## 歷史
- 2021年4月12日，動土儀式[3]。